# Piper microstachyon
Piper microstachyon är en pepparväxtart som beskrevs av Vahl. Piper microstachyon ingår i släktet Piper och familjen pepparväxter. Inga underarter finns listade i Catalogue of Life.